# Jiří Tlustý
Jiří Tlustý (né le 16 mars 1988 à Slaný en Tchécoslovaquie) est un joueur professionnel tchèque de hockey sur glace. Il évolue au poste d'attaquant.

## Biographie

### Carrière en club
En 2005, il commence sa carrière en senior avec le HC Kladno en Extraliga. Il est choisi en 2006 au cours du repêchage d'entrée dans la Ligue nationale de hockey par les Maple Leafs de Toronto en 1er ronde, en 13e position. Il part alors en Amérique du Nord et est assigné au Greyhounds de Sault Ste. Marie de la Ligue de hockey de l'Ontario puis aux Marlies de Toronto de la Ligue américaine de hockey. Le 25 octobre 2007, il joue son premier match dans la LNH.  Le 3 décembre 2009, il est échangé aux Hurricanes de la Caroline en retour des droits de Philippe Paradis.
Le 25 février 2015, il est à nouveau échangé. Il rejoint les Jets de Winnipeg tandis que les Canes reçoivent un choix de troisième tour en 2016 et un choix conditionnel de sixième ronde au repêchage 2015. Il signe un contrat d'un an avec les Devils en septembre 2015 mais ne joua que 30 matchs lors de la saison.

### Carrière internationale
Il représente la République tchèque au niveau international. Il prend part aux sélections jeunes.

## Trophées et honneurs personnels
- Championnat du monde moins de 18 ans 2006 : élu dans l'équipe d'étoiles.

## Statistiques

### En club
| Saison     | Équipe                         | Ligue      |     | Saison régulière | Saison régulière | Saison régulière | Saison régulière | Saison régulière |   | Séries éliminatoires | Séries éliminatoires | Séries éliminatoires | Séries éliminatoires | Séries éliminatoires |
| Saison     | Équipe                         | Ligue      | PJ  | B                | A                | Pts              | Pun              | PJ               | B | A                    | Pts                  | Pun                  |                      |                      |
| 2005-2006  | HC Kladno                      | Extraliga  | 44  | 7                | 3                | 10               | 51               | -                | - | -                    | -                    | -                    |                      |                      |
| 2006-2007  | Marlies de Toronto             | LAH        | 6   | 3                | 1                | 4                | 4                | -                | - | -                    | -                    | -                    |                      |                      |
| 2006-2007  | Greyhounds de Sault Ste. Marie | LHO        | 37  | 13               | 21               | 34               | 28               | 13               | 9 | 8                    | 17                   | 14                   |                      |                      |
| 2007-2008  | Marlies de Toronto             | LAH        | 14  | 7                | 11               | 18               | 8                | 19               | 2 | 8                    | 10                   | 8                    |                      |                      |
| 2007-2008  | Maple Leafs de Toronto         | LNH        | 58  | 10               | 6                | 16               | 14               | -                | - | -                    | -                    | -                    |                      |                      |
| 2008-2009  | Maple Leafs de Toronto         | LNH        | 14  | 0                | 4                | 4                | 0                | -                | - | -                    | -                    | -                    |                      |                      |
| 2008-2009  | Marlies de Toronto             | LAH        | 66  | 25               | 41               | 66               | 26               | 6                | 1 | 2                    | 3                    | 2                    |                      |                      |
| 2009-2010  | Marlies de Toronto             | LAH        | 19  | 8                | 7                | 15               | 4                | -                | - | -                    | -                    | -                    |                      |                      |
| 2009-2010  | Maple Leafs de Toronto         | LNH        | 2   | 0                | 0                | 0                | 0                | -                | - | -                    | -                    | -                    |                      |                      |
| 2009-2010  | River Rats d'Albany            | LAH        | 20  | 6                | 9                | 15               | 10               | 5                | 0 | 1                    | 1                    | 0                    |                      |                      |
| 2009-2010  | Hurricanes de la Caroline      | LNH        | 18  | 1                | 5                | 6                | 6                | -                | - | -                    | -                    | -                    |                      |                      |
| 2010-2011  | Checkers de Charlotte          | LAH        | 5   | 1                | 1                | 2                | 4                | -                | - | -                    | -                    | -                    |                      |                      |
| 2010-2011  | Hurricanes de la Caroline      | LNH        | 57  | 6                | 6                | 12               | 14               | -                | - | -                    | -                    | -                    |                      |                      |
| 2011-2012  | Hurricanes de la Caroline      | LNH        | 79  | 17               | 19               | 36               | 26               | -                | - | -                    | -                    | -                    |                      |                      |
| 2012-2013  | HC Kladno                      | Extraliga  | 24  | 12               | 11               | 23               | 12               | -                | - | -                    | -                    | -                    |                      |                      |
| 2012-2013  | Hurricanes de la Caroline      | LNH        | 48  | 23               | 15               | 38               | 18               | -                | - | -                    | -                    | -                    |                      |                      |
| 2013-2014  | Hurricanes de la Caroline      | LNH        | 68  | 16               | 14               | 30               | 22               | -                | - | -                    | -                    | -                    |                      |                      |
| 2014-2015  | Hurricanes de la Caroline      | LNH        | 52  | 13               | 10               | 23               | 16               | -                | - | -                    | -                    | -                    |                      |                      |
| 2014-2015  | Jets de Winnipeg               | LNH        | 20  | 1                | 7                | 8                | 4                | 4                | 0 | 0                    | 0                    | 0                    |                      |                      |
| 2015-2016  | Devils du New Jersey           | LNH        | 30  | 2                | 2                | 4                | 6                | -                | - | -                    | -                    | -                    |                      |                      |
| 2016-2017  | Kärpät Oulu                    | Liiga      | 14  | 1                | 4                | 5                | 4                | -                | - | -                    | -                    | -                    |                      |                      |
| Totaux LNH | Totaux LNH                     | Totaux LNH | 446 | 89               | 88               | 177              | 126              | 4                | 0 | 0                    | 0                    | 0                    |                      |                      |

### En équipe nationale
| Année | Compétition                          |   | PJ | B | A | Pts | Pun | +/-                |  | Résultat |
| 2005  | Championnat du monde moins de 18 ans | 7 | 3  | 0 | 3 | 2   | 0   | Quatrième place    |  |          |
| 2006  | Championnat du monde junior          | 4 | 0  | 0 | 0 | 0   | -2  | Sixième place      |  |          |
| 2006  | Championnat du monde moins de 18 ans | 7 | 4  | 3 | 7 | 8   | +2  | Médaille de bronze |  |          |
| 2013  | Championnat du monde                 | 8 | 1  | 3 | 4 | 8   | -1  | Septième place     |  |          |